# Numazu
Numazu (Japans: 沼津市, Numazu-shi) is een stad in de prefectuur Shizuoka in Japan. Op 1 november 2000 kreeg de Numazu de status van Speciale stad.

## Demografie
Op 1 oktober 2017 had de stad 192.154 inwoners en een bevolkingsdichtheid van 1027 inwoners per km². De totale oppervlakte van deze stad is 187,10 km².

## Zustersteden
- - Kalamazoo, Michigan, Verenigde Staten
- - Yueyang, China
- - Ueda, Japan